# Piedade (virtude)

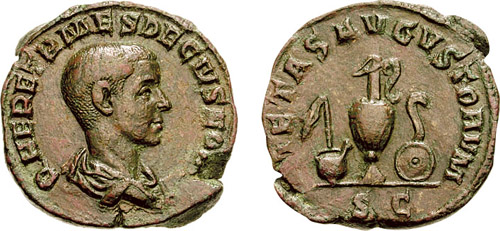
Piedade como virtude do imperador romano Herênio Etrusco, celebrado com instrumentos de culto, como pátera e lítuo.

Piedade (em latim: Pietas) era uma das virtudes da Roma Antiga, junto com "gravitas" e dignidade (dignitas). Piedade é normalmente traduzida como "dever" ou "devoção," e simultaneamente sugere um dever para com as divindades e com a família — particularmente com o pai (que se estende a um dever para com a comunidade e com o estado por via da analogia entre família e estado, convencional no mundo antigo — veja-se o Críton de Platão). Eneias, o herói de Virgílio, encarna esta virtude e é particularmente emblemático no livro II da Eneida quando foge de Troia carregando o pai, que leva os deuses do lar, às suas costas.